# Burns Longer
Burns Longer ist ein Album von Fred Van Hove, Peter Jacquemyn und Damon Smith. Die 2008 in der Kunstgalerie L'Archiduc in Brüssel entstandenen Aufnahmen erschienen am 9. September 2013 auf Damon Smiths Label Balance Point Acoustics.

## Hintergrund
Dieses Ad-hoc-Trio besteht aus dem belgischen Pianisten Fred Van Hove, einem der Architekten der europäischen freien improvisierten Musik und engen Mitarbeiter einflussreicher europäischer Improvisatoren wie Peter Brötzmann, Peter Kowald, Han Bennink und seinem Landsmann, dem Kontrabassisten (und Bildhauer) Peter Jacquemyn. Beide traten 2008 mit dem amerikanischen Kontrabassisten Damon Smith auf, der dieses Treffen initiiert hatte und stark vom europäischen Ansatz der freien Improvisation beeinflusst ist, notierte Eyal Hareuveni.

## Titelliste
- Fred Van Hove / Peter Jacquemyn / Damon Smith: Burns Longer (Balance Point Acoustics BPA-2)[2]

1. Archiduc 1 – 27:39
2. Archiduc 2 – 9:44
3. Archiduc 3 – 35:36

## Rezeption
Die beiden Bassisten Damon Smith (zu hören auf dem rechten Kanal) und Peter Jacquemyn (auf dem linken Kanal) würden den fließenden, energischen und intensiven Ansatz Van Hoves durch äußerst körperliches Spiel festigen, sowohl mit dem Bogenspiel als auch mit Pizzicato, und es genießen, sich gegenseitig zu kontrastieren und herauszufordern, schrieb Eyal Hareuveni in All About Jazz. Die zweite, zehnminütige Improvisation sei im Vergleich zur ersten oder zur letzten Improvisation ein entspanntes Zwischenspiel. Die dritte wiederum, eine wilde, harte, langsam brennende 35-minütige Klangreise, angeführt von Van Hove mit exzentrischem Spiel auf dem Akkordeon und später auf dem Klavier und Jacquemyn, der Obertöne und Knurren hinzufüge, wobei Smith dieses assoziative und superschnelle Zusammenspiel mit meisterhaftem, umfangreichem Einsatz intensiviere, mit erweiterten Techniken und kontinuierlichem Energieeinsatz. Diese Improvisation erinnere den Autor an die frühen Alben des FMP-Labels, die als erste einen ähnlichen, harten und kompromisslosen Ansatz der freien Improvisation einführten.